# Røsta Station
Røsta Station (Røsta stoppested) var en jernbanestation på Rørosbanen, der lå i Tynset kommune i Norge.
Stationen åbnede oprindeligt som holdeplads under navnet Røstvangen 10. december 1913. Oprettelsen af stationen hang sammen med malmminen Røstvangen gruver, der var kommet i gang i området i 1908. Minen kom dog i økonomiske vanskeligheder efter 1. verdenskrig og blev nedlagt i marts 1921. Da minen var på sit højeste boede der formentligt 500 personer i området, men bortset fra en kontorbygning og et hotel er der nu kun ruiner tilbage fra dengang. Stationen blev nedlagt 1. november 1922. 
Stationen blev genoprettet som trinbræt 1. juli 1935, men betjeningen med persontog ophørte allerede 31. august 1935, og 15. maj 1936 blev stationen nedlagt for anden gang. Stationen blev oprettet igen for tredje gang 15. juni 1952, nu under navnet Røsten. Navnet blev dog ændret til Røsta i december 1952. Stationen blev nedlagt 2. juni 1985 sammen med en række andre stationer på Rørosbanen.
Stationsbygningen er revet ned, men der foreligger i øvrigt ikke nærmere oplysninger om den.